# 鍾叡灆
鍾叡灆（又名gap哥，2005年4月26日—），澳門男子游泳運動員，擅長自由泳，曾代表澳門出戰2023年於成都舉辦的夏季世界大學運動會。

## 簡歷
鍾叡灆中學就讀於澳門大學附屬應用學校，並大約於2016年，即11歲左右開始參加分齡賽。後來於2019年7月7日，第42屆澳門分齡游泳比賽中在男子13至14歲組別首次奪得冠軍。
2021年1月30日，在第44屆學界游泳比賽「男子B組50米蛙泳」項目中，以31秒44的成績打破了被譽為「澳門蛙王」周文顥的學界紀錄。
2022年11月13日，在澳門奧林匹克體育中心游泳館舉行的第65屆澳門游泳錦標賽的「男子四乘一百混合泳接力」項目中，與同屬白鷺游泳會的林思庄、賽翱徽、林志聰游出4分07秒58的成績，刷新大會紀錄。
2023年2月11日，參加第46屆學界游泳比賽作為其中學生涯最後一場學界比賽，在50米自由泳比賽中游出個人最好成績24秒64，但以0.22秒之差輸給破大會紀錄的吳致軒，屈居亞軍。同年6月畢業並入讀香港中文大學。
2023年11月4日，代表澳門參加第一屆學生（青年）運動會，分別於男子自由泳五十米及一百米預賽以25秒01及58秒71的成績止步，無緣晉級。

## 游泳紀錄
| No.      | 種類     | 項目                                                             | 時間     | 賽事                     |
| 澳門紀錄 | 澳門紀錄 | 澳門紀錄                                                         | 澳門紀錄 | 澳門紀錄                 |
| -------- | -------- | ---------------------------------------------------------------- | -------- | ------------------------ |
| 1        | 長池     | 男子4×100米自由泳接力 （白鷺隊－林思庄、賽翱徽、林志聰、鍾叡灆） | 3:40.96  | 第六十五屆澳門游泳錦標賽 |

## 外部連結
- 鍾叡灆在Swimcloud上的頁面